# Аяпель
Аяпель (исп. Ayapel) — город и муниципалитет на севере Колумбии, на территории департамента Кордова.

## История
Поселение, из которого позднее вырос город, было основано 25 октября 1535 года. Муниципалитет Аяпель был выделен в отдельную административную единицу в 1905 году.

## Географическое положение
Город расположен в восточной части департамента, в пределах Прикарибской низменности, на юго-западном берегу озера Сьенага-де-Аяпель, на расстоянии приблизительно 90 километров к юго-востоку от города Монтерии, административного центра департамента. Абсолютная высота — 25 метров над уровнем моря.
Муниципалитет Аяпель граничит на северо-западе с территорией муниципалитета Пуэбло-Нуэво, на западе — с муниципалитетом Буэнависта, на юго-западе — с муниципалитетом Ла-Апартада, на юге — с территорией департамента Антьокия, на востоке — с территорией департамента Боливар, на севере и северо-востоке — с территорией департамента Сукре. Площадь муниципалитета составляет 2098 км².

## Население
По данным Национального административного департамента статистики Колумбии, совокупная численность населения города и муниципалитета в 2015 году составляла 51 164 человека.
Динамика численности населения муниципалитета по годам:
| 2005   | 2006   | 2007   | 2008   | 2009   | 2010   | 2011   | 2012   | 2013   | 2014   | 2015   |
| ------ | ------ | ------ | ------ | ------ | ------ | ------ | ------ | ------ | ------ | ------ |
| 42 542 | 43 295 | 44 062 | 44 857 | 45 673 | 46 525 | 47 408 | 48 324 | 49 248 | 50 201 | 51 164 |

Согласно данным переписи 2005 года мужчины составляли 52 % от населения Аяпеля, женщины — соответственно 48 %. В расовом отношении белые и метисы составляли 71,2 % от населения города; негры, мулаты и райсальцы — 24,3 %, индейцы — 4,5 %.
Уровень грамотности среди всего населения составлял 77,5 %.

## Экономика
Основу экономики Аяпеля составляет рисоводство.
59,7 % от общего числа городских и муниципальных предприятий составляют предприятия торговой сферы, 28,8 % — предприятия сферы обслуживания, 10,8 % — промышленные предприятия, 0,7 % — предприятия иных отраслей экономики.